# シマサルスベリ
シマサルスベリ（島百日紅、学名: Lagerstroemia subcostata var. subcostata）とは、ミソハギ科サルスベリ属の落葉高木。沖縄で「島百日紅」（しまひゃくじつこう）ともいう。
日本（鹿児島県大隅諸島、奄美群島）、中国、台湾、フィリピンに分布する。

## 形態・生態
落葉広葉樹の高木で、幹はほぼ真っ直ぐに伸び、最大高さ20メートル (m) 、幹径1 mくらいになり、サルスベリ（学名: Lagerstroemia indica）よりも高木になる。樹皮は表皮が縦に剥がれて滑らかになり、赤褐色に白っぽいまだら模様の木肌になる。樹皮の色味は、全体にサルスベリよりも濃い印象である。一年枝は、褐色で弱い稜があり、短毛が生える。
花期は6 - 8月頃で、白い花を咲かせる。樹皮は同属のサルスベリほどではないものの滑らかで、はげ落ちやすい。はげ落ちたところは木肌が見え、斑模様になる。
冬芽は小さな卵形の鱗芽で、2 - 4枚の芽鱗に包まれている。枝先の頂芽は側芽と同じ大きさで、側芽は枝に対生するが、時にずれて互生もする。葉痕は半円形や楕円形で、維管束痕が1個つく。

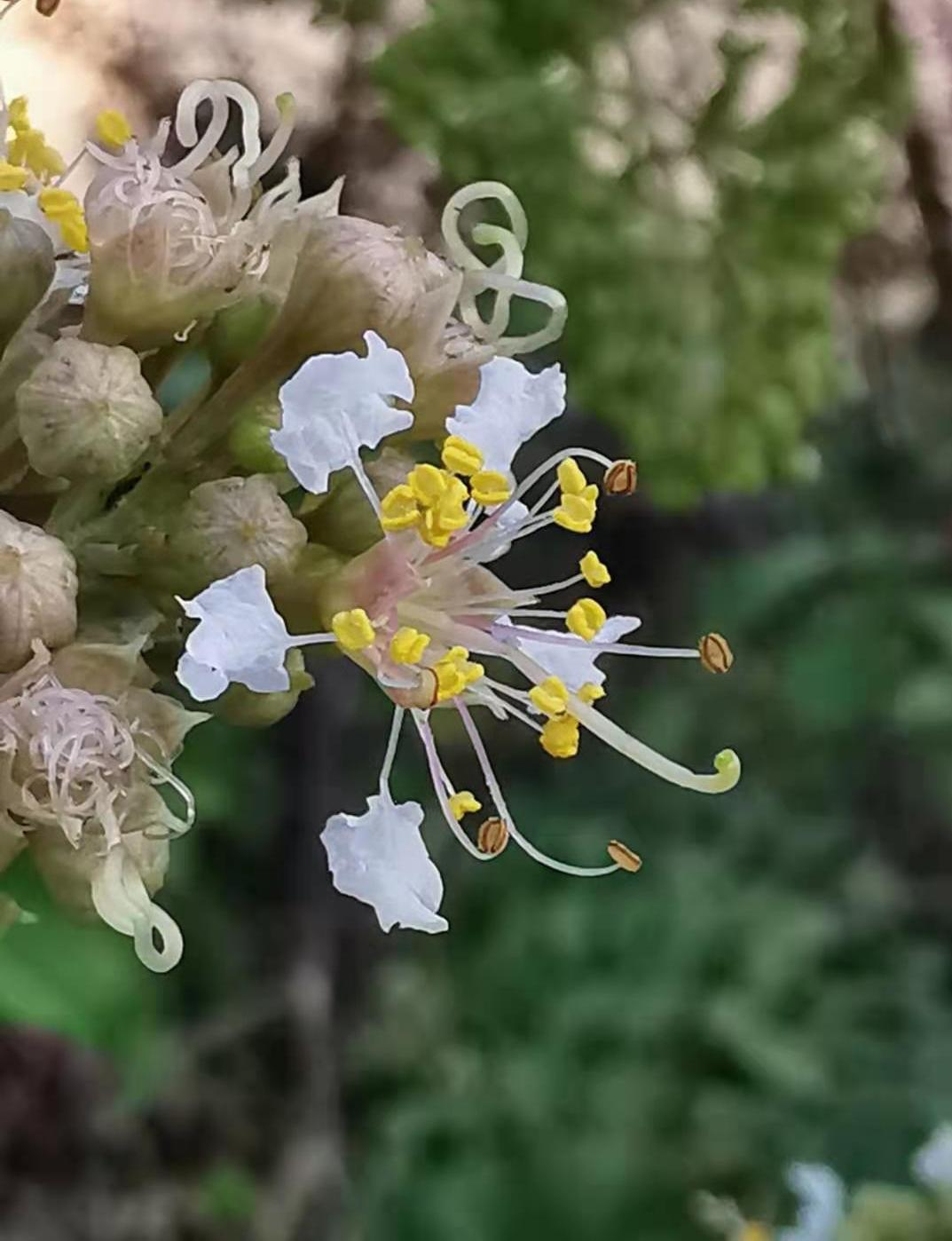
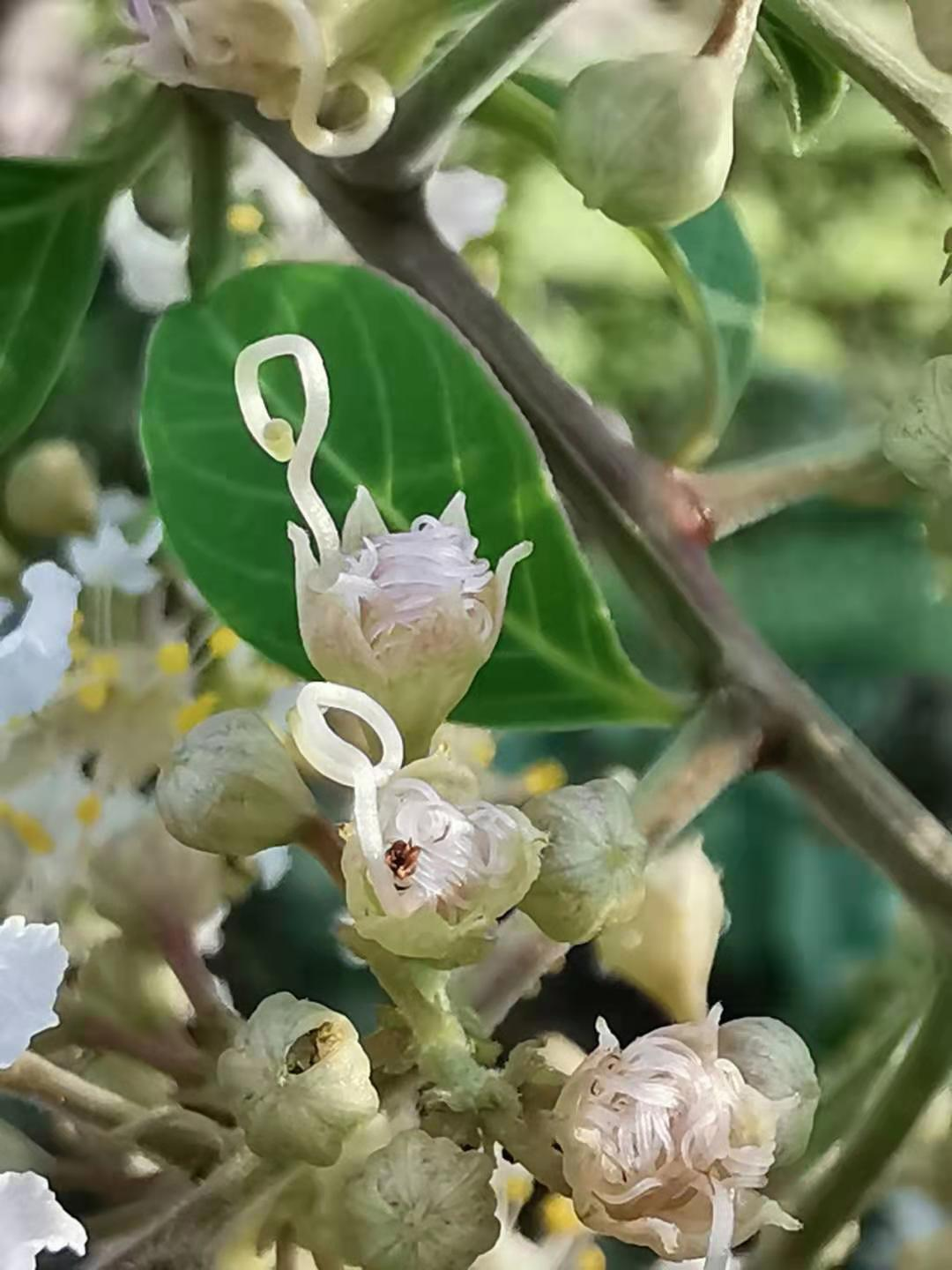
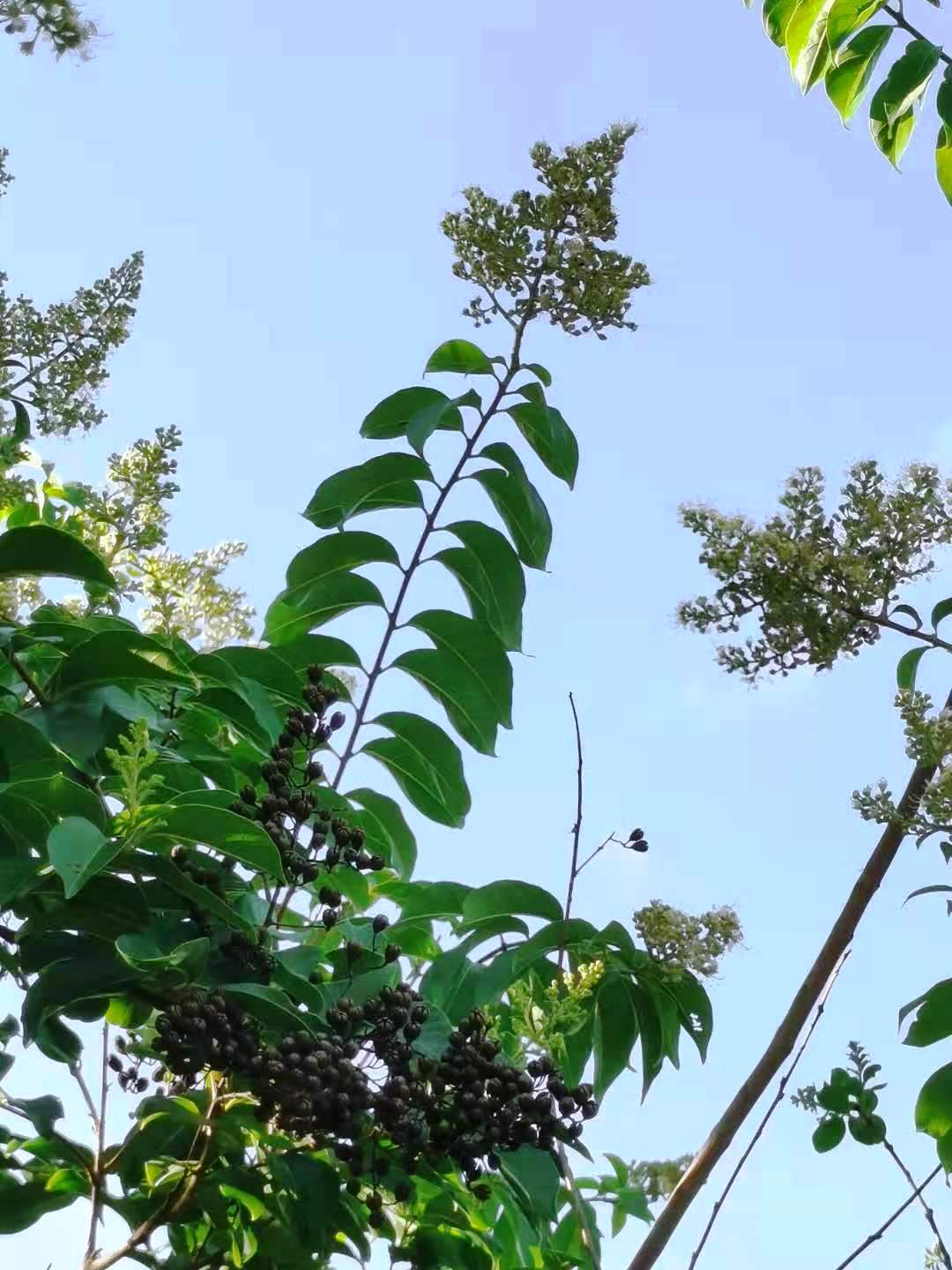
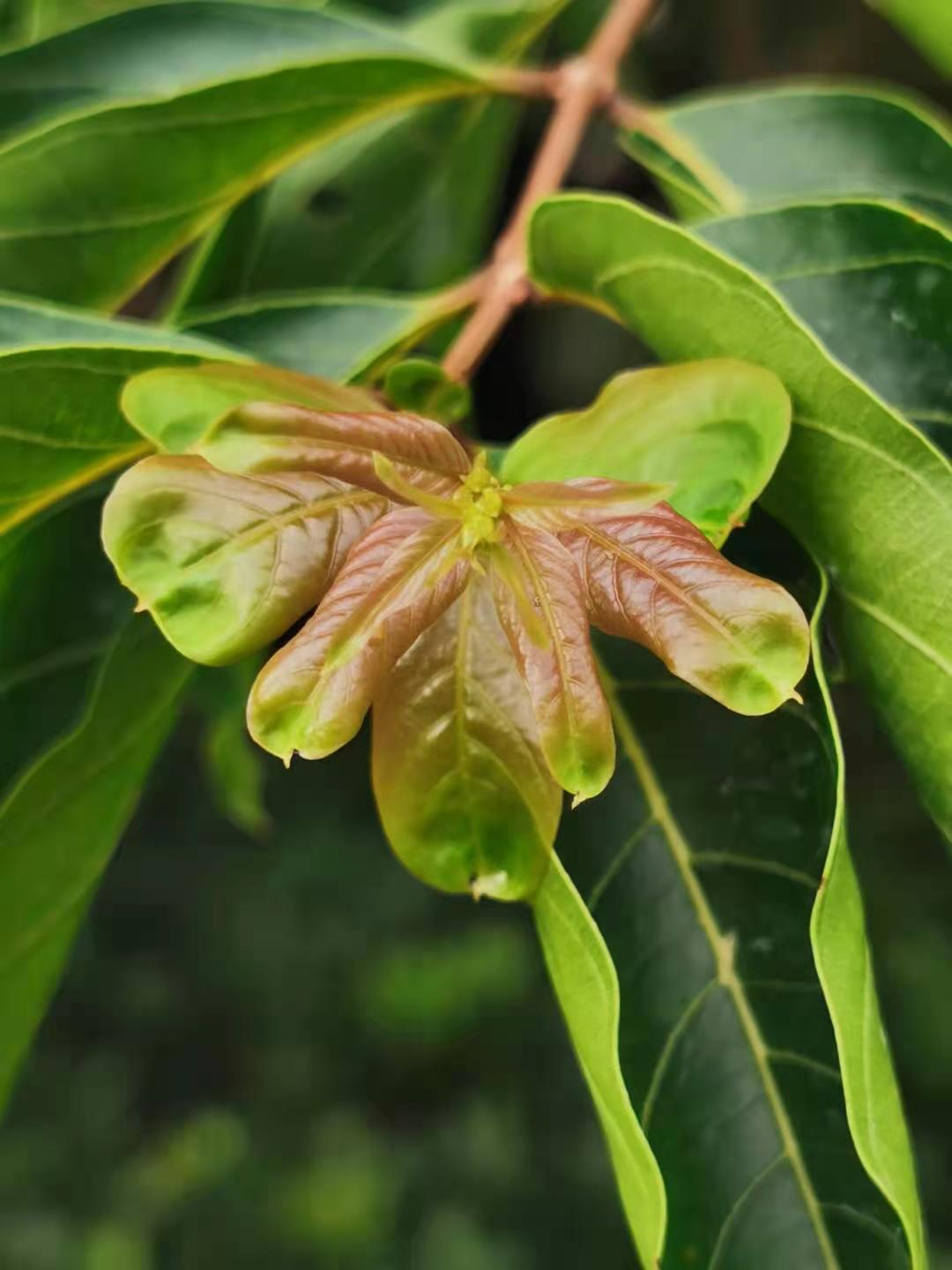
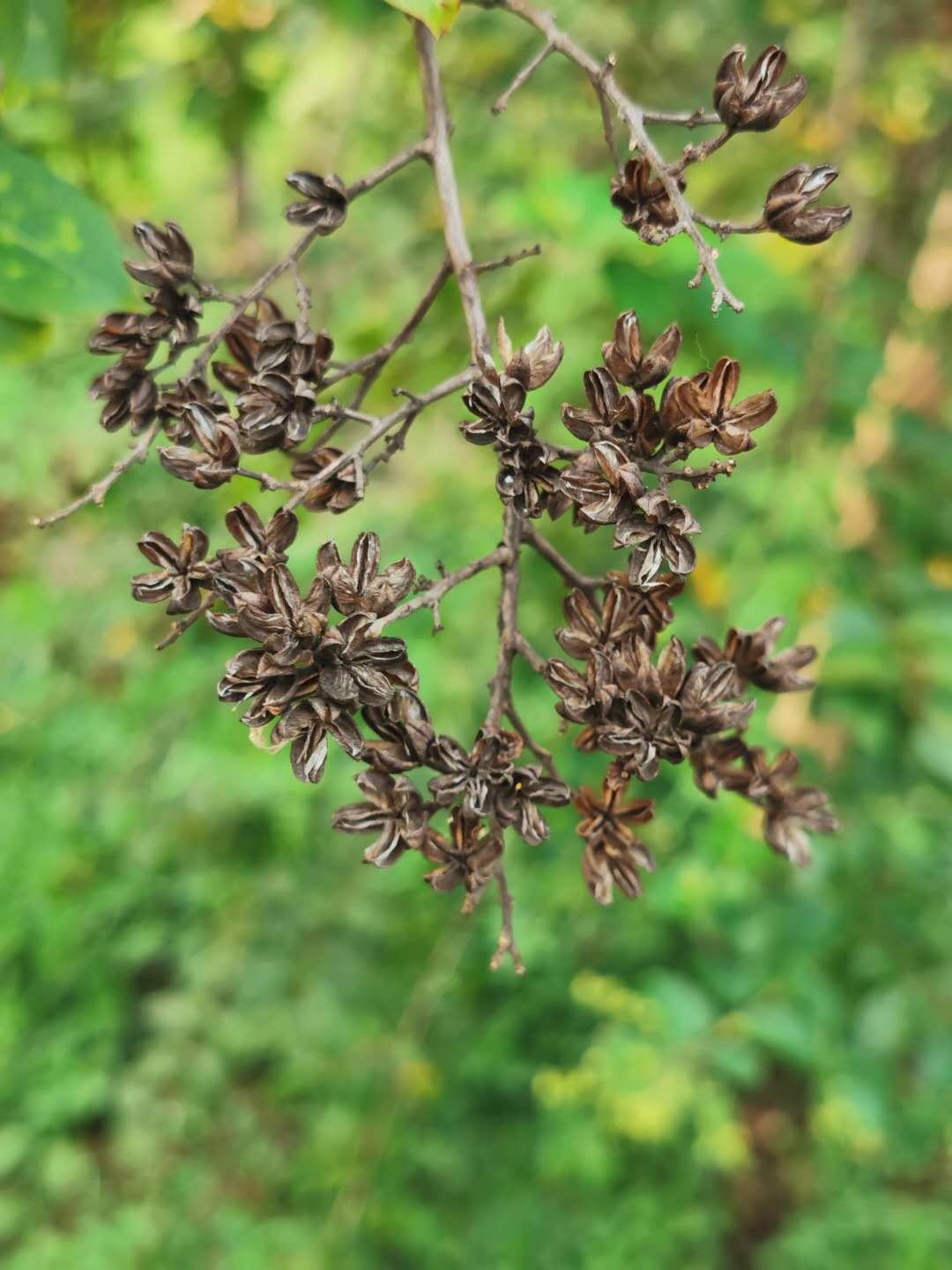
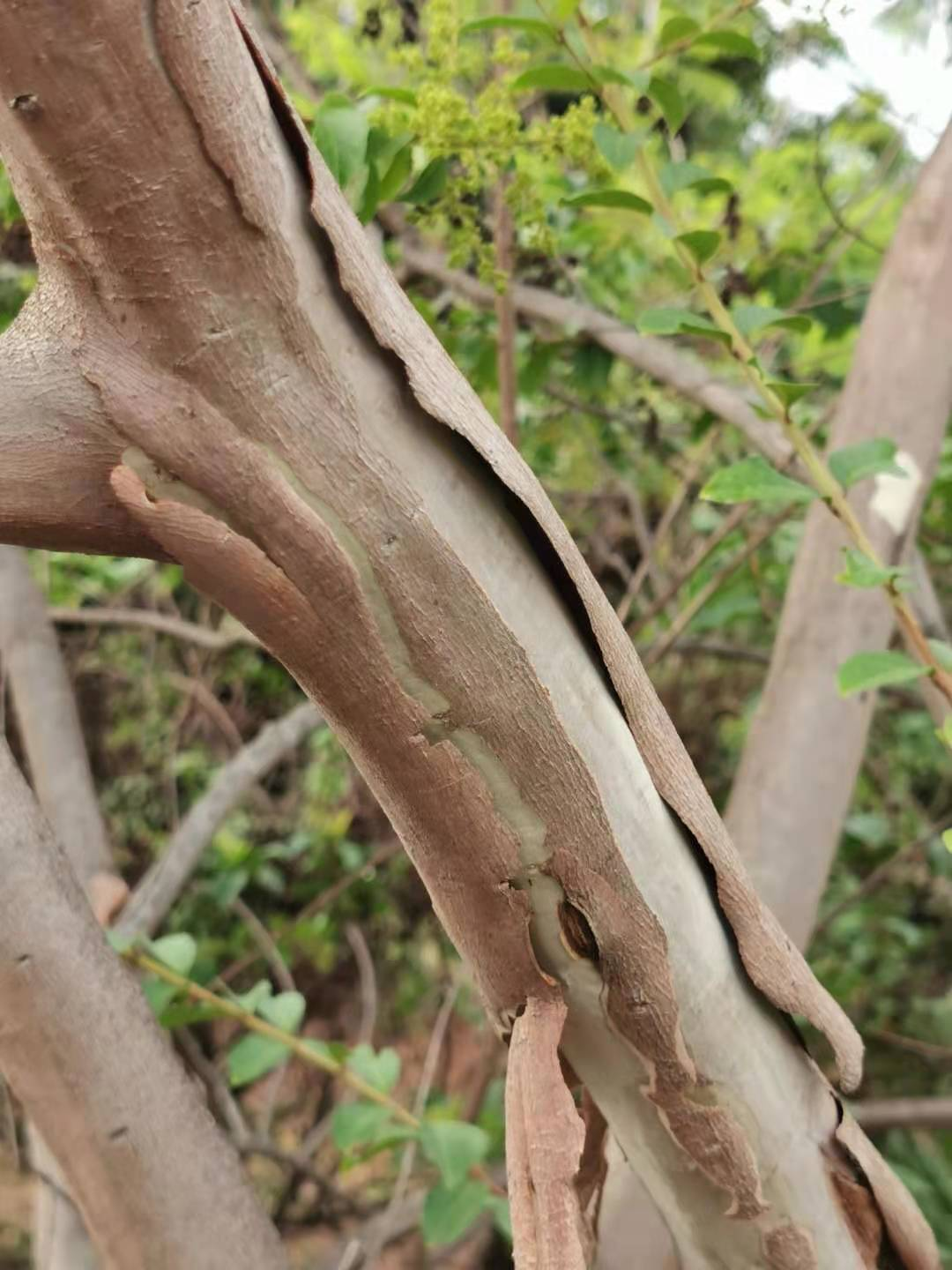
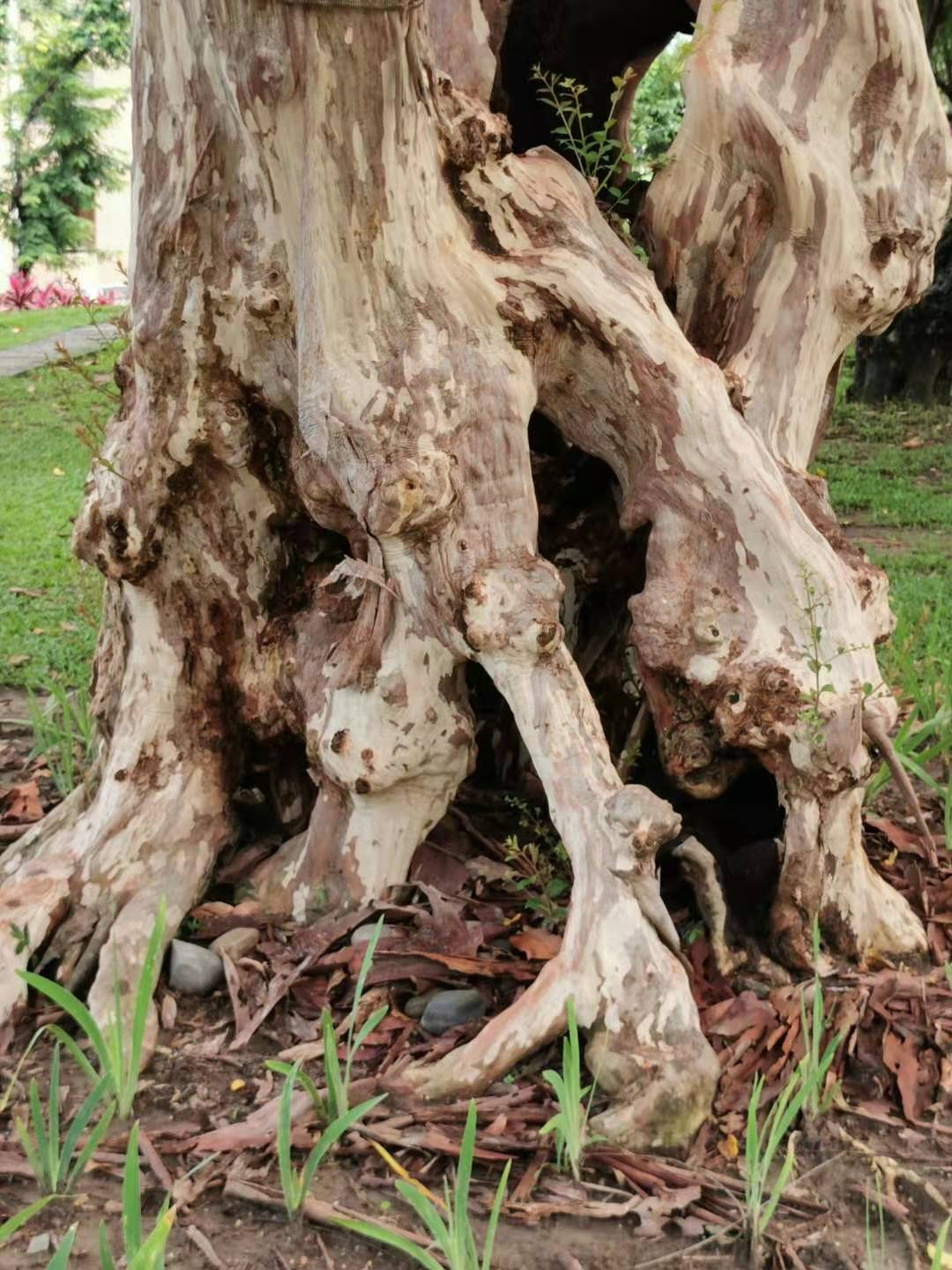
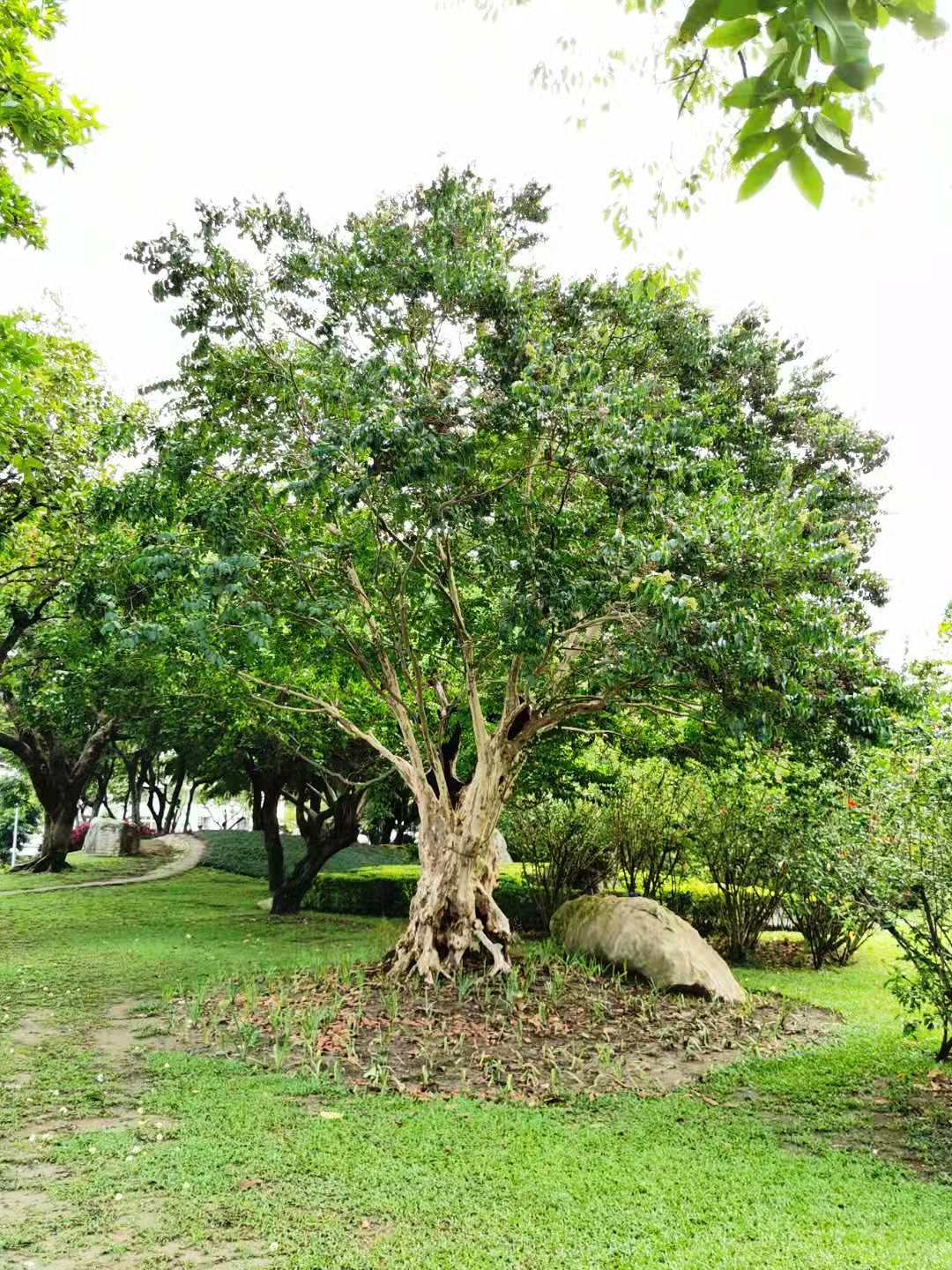

## 分布
国内では原名変種が鹿児島県の奄美大島、徳之島、喜界島のみに分布し、沖永良部島からも記録がある。沖縄県には自然分布しない。
屋久島、種子島のものは、変種ヤクシマサルスベリ(L. s. var. fauriei）とされる。